# Мальцев, Елизар Юрьевич
Елиза́р Ю́рьевич Ма́льцев (настоящая фамилия — Пупко; 1916/1917—2004) — русский советский писатель, редактор. Лауреат Сталинской премии второй степени (1949). Член ВКП(б) с 1950 года. Автор имевших в своё время широкую известность «колхозных» романов.

## Биография
Родился 22 декабря 1916 год (4 января 1917 год)а в деревне Хонхолой (ныне село в Мухоршибирском районе Бурятии). Детство было тяжёлым. Ему не было и трёх лет, когда карательный отряд колчаковцев забрал его отца Логгина Мальцева вместе с другими молодыми хонхолойскими крестьянами и увезли в неизвестном направлении. Жить и оставаться в селе было трудно, и мать решила уехать к сестре, жившей в с. Майориха на р. Зее. Но и там было тяжело. В поисках работы мать с сыном решили перебраться в низовья Амура. Там мать устроилась поварихой в школе-интернате для нивхов и вскоре вышла замуж за учителя этой школы Юрия Станиславовича Пупко, который оказался хорошим человеком и усыновил Елизара. Дальше начались скитания в связи с переездом отчима. Семья жила в Ульяновске, там Елизар окончил среднюю школу № 3, начал писать. В 1936 году в местной газете «Пролетарский путь» был напечатан его первый рассказ «Пахом», написанный под влиянием ранних рассказов М. Горького.
С 1936 года жил в Москве. В 1938 году поступил в Библиотечный институт, в следующем году перевёлся в Литинститут, который окончил в 1944 году. Его наставником был Константин Александрович Федин, которому, по некоторым данным, он обязан своим псевдонимом.
Мальцев был секретарём писательского парткома, заместителем главного редактора журнала «Октябрь».
Е. Ю. Мальцев умер 13 апреля 2004 года. Похоронен в Москве на Востряковском кладбище.
Дочь — поэтесса Надежда Мальцева (1945—2023).

## Награды и премии
- орден Трудового Красного Знамени (19.01.1977)
- орден Дружбы народов (03.03.1987)
- орден «Знак Почёта» (28.10.1967)
- медали
- Сталинская премия второй степени (1949) — за роман «От всего сердца» (1948)[6]

## Творчество

### От всего сердца
По роману «От всего сердца» (1948) совместно с Н. А. Венкстерн была написана пьеса «Вторая любовь», а композитор Г. Л. Жуковский создал оперу, за которую получил Сталинскую премию третьей степени, однако в опере действие было перенесено из алтайской деревни на Украину, что по каким-то причинам не понравилось И. В. Сталину — композитор был лишён премии. В 1950 году по роману был снят фильм «Щедрое лето». Якобы «запрещенный» и «переименованный» фильм (по версии ряда современных авторов) тем не менее представили в 1951 в журнале «Крестьянка»: «Фильм „Щедрое лето“, рассказывающий о радости труда, о колхозной счастливой жизни, — новое яркое, талантливое произведение…». В журнале «Огонёк» в 1951 фильм был представлен статьей Народного артиста РСФСР Николая Крючкова, игравшего в этом фильме: «Жили два друга в одном колхозе — Назар Проценко и Петр Середа. Семья Проценко, в которой Петр вырос, стала для него родной и близкой. Война разлучила друзей. Но вот Петр отвоевал, получил специальное образование и вернулся в родное село. Радостно встретили его земляки и друг детства Назар — председатель колхоза. Петр начинает работать главным бухгалтером колхоза. Однако радость Назара скоро омрачается недоразумениями. О том, как поссорился и помирился Назар Трофимович с Петром Середой, и рассказывает новый цветной художественный фильм „Щедрое лето“, выпущенный Киевской киностудией. Назар — хороший председатель колхоза, но он привык быть бесконтрольным „хозяином“ колхозных денег. И вот Петр Середа начинает наводить в колхозе жесткую финансовую дисциплину…». В трехтомном собрании сочинений Елизара Мальцева в 1985 году под заголовком «От всего сердца» опубликован роман, на 90 % не имеющий ничего общего с ранним вариантом.

### Другие произведения
- роман «Войди в каждый дом» (1967)
- повесть «Последнее свидание» (1978)
- повесть «Зёрна в распаханном небе» (1981)
- роман «Белые гуси на белом снегу» (1988)
- роман «И приобщился к роду своему» // «Дон», 1990, № 1-12
- роман «Капля и камень», 1985 // роман, посвящённый чехословацким событиям 1968 года, остаётся неизданным по сей день.

Переводы
- роман «Золото собирается крупицами» (автор — Яныбай Хамматов) — авторизованный перевод с башкирского (1970)
- роман «Акман-токман» (автор — Яныбай Хамматов) — авторизованный перевод с башкирского (1973)